# Orphelinat de Cempuis
L'orphelinat de Cempuis est un orphelinat créé au début des années 1860 en région parisienne par Joseph-Gabriel Prévost. Il est connu pour avoir été dirigé de 1880 à 1894 par Paul Robin qui en fit le premier établissement expérimental d'éducation libertaire, où il mit en application ses principes sur l'éducation intégrale. Cet établissement fut la première école mixte française, et fit scandale à ce titre. Après avoir été géré par la Ville de Paris, il dépend aujourd'hui de la Fondation des Orphelins Apprentis d'Auteuil.

## La création par Prévost
L'orphelinat fut créé par Joseph-Gabriel Prévost, un philanthrope, dans son village natal de Cempuis. Prévost était lié avec 
Ferdinand Buisson, alors membre du Comité de secours et de patronage pour les orphelins de Paris. Celui-ci l'amena à signer, en 1871, un accord avec cette organisation philanthropique  protestante afin de confier à l'orphelinat des enfants choisis par le comité. 
Toujours sous l'influence de Ferdinand Buisson, Gabriel Prévost légua son œuvre et la totalité de ses biens au département de la Seine, pour entretenir son orphelinat de Cempuis en lui conservant son caractère d'établissement laïque ; il nomma Ferdinand Buisson pour son exécuteur testamentaire. Après le décès de Prévost, en 1875, et le règlement de sa succession, Ferdinand Buisson confia la direction de l'établissement à Paul Robin en 1880.

## Les pratiques d'éducation intégrale sous la direction de Robin
Paul Robin mit en pratique à Cempuis, sur un nombre important d'enfants, les théories sur l'éducation intégrale qu'il avait formulées dès 1869-1870. Cette éducation, basée sur la conviction de l'égalité de tous pour l'accès à l'éducation, voulait donner aux enfants des classes défavorisées, notamment, une éducation complète s'adressant aussi bien à leur corps et à leurs sens (pratique du sports et apprentissage manuel) qu'à leur intelligence et leur sensibilité (pratique de la musique notamment). Elle se caractérisait en outre, en raison du parcours personnel de Paul Robin, lui-même ancien Internationaliste, par son caractère athée et a-patriotique. Un autre aspect très novateur de l'œuvre que Robin accomplit à Cempuis, était la « coéducation des sexes » qui éduquait filles et garçons ensemble, en mixité, comme dans les familles naturelles.

## La fin de l'expérience
En 1894, une campagne de presse très virulente fut menée contre Paul Robin par la Libre Parole. Octave Mirbeau prit alors sa défense et dénonça la collusion liberticide entre Cartouche (les politiciens républicains corrompus) et Loyola (l'Église catholique rétrograde).
Si Paul Robin dut quitter la direction de l'orphelinat, son œuvre lui survécut sous la direction de maîtres et disciples formés par lui.

## Radio
- Jean Lebrun, Philippe Pelletier, Les anarchistes : le moment terroriste, et après ?, France Inter, 26 novembre 2015, écouter en ligne.